# Channomuraena vittata
Channomuraena vittata är en fiskart som först beskrevs av Richardson, 1845.  Channomuraena vittata ingår i släktet Channomuraena och familjen Muraenidae. Inga underarter finns listade i Catalogue of Life.